# Parkstraße 21 (Mönchengladbach)

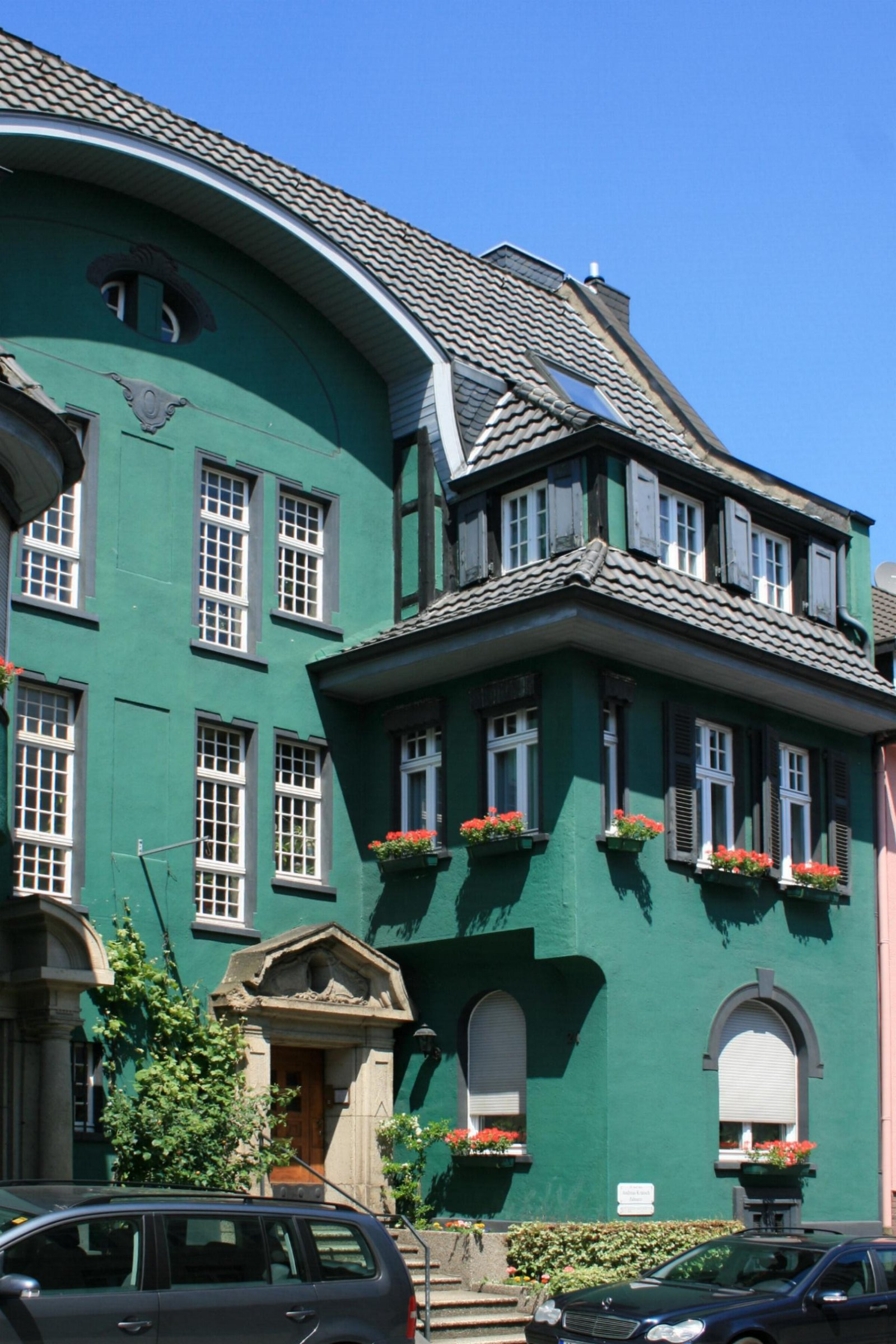
Wohnhaus (2010)

Das Wohnhaus Parkstraße 21 steht in Mönchengladbach (Nordrhein-Westfalen).
Das Gebäude wurde Anfang des 20. Jahrhunderts erbaut. Es wurde unter Nr. P 009 am 7. August 1990 in die Denkmalliste der Stadt Mönchengladbach eingetragen.

## Lage
Das Gebäude liegt im oberen Teil der Parkstraße, die als zentrumsnahe Wohnstraße die Viersener Straße mit der Blücherstraße/Hermann-Piecq-Anlage verbindet.

## Architektur
Es handelt sich um eine zweigeschossige Doppelhaushälfte unter einem steilen Satteldach. Das Gebäude ist aus städtebaulichen und architektonischen Gründen unbedingt schützenswert.